# اندرسون اسیتی
اندرسون اسیتی (انگلیسی: Anderson Esiti؛ زادهٔ ۲۴ مهٔ ۱۹۹۴) بازیکن فوتبال اهل نیجریه است.
از تیم‌هایی که در آن بازی کرده‌است می‌توان به تیم ملی فوتبال نیجریه و خنت اشاره کرد.